# 88 mm kanon
Den tyske 88 mm kanon var en antiluftskytskanon, som især blev anvendt under 2. verdenskrig. Tidligt i krigen blev man klar over, at den også var en fremragende panserværnskanon, og 88 mm-kanonen blev udviklet til en lang række modeller, som blev anvendt på stort set alle slagmarker.
Navnet dækker over en serie antiluftskytskanoner, som officielt fik betegnelsen 8,8 cm FlaK 18, 36 eller 37. FlaK er en tysk forkortelse for Fl(ug)a(bwehr)-K(anone). I daglig tale blev kanonen kaldet Acht-acht en sammentrækning af Acht-komma-acht Zentimeter.
Navnet anvendtes også om nyere og mere kraftige modeller, FlaK 41 og 43, selv om disse var mod kampvogne, PaK - P(anzer)a(bwehr)-K(anone).
Ud fra en samlet vurdering var kanonen mindre effektiv som antiluftskytskanon end den britiske 3,7 inch kanon eller den amerikanske 90 mm kanon. I modsætning til disse våben blev 88 mm-kanonen fremstillet i stort tal og placeret på en drejelig affutage, som der kunne skydes fra, uden at den skulle hægtes af.
Kanonens succes som improviseret panserværnskanon førte til en separat linje af kanoner til brug mod kampvogne, kaldet Panzerabwehr-Kanone (PaK) 88, som blev hovedkanon i tunge tanks såsom Tiger I, der brugte 8,8 cm KwK 36. Introduktionen af FlaK 41 og 43 førte til en tilsvarende række panserværnskanoner med endnu højere præstationer under betegnelsen 8,8 cm KwK 43. Disse senere modeller kunne gennemtrænge frontpanseret på enhver samtidig kampvognsmodel på afstande over 1.000 meter.

## Baggrund
De fleste antiluftskytskanoner under 1. Verdenskrig var tilpasninger af eksisterende kanoner af middel kaliber, som var monteret, så de kunne afskydes i en højere vinkel. Disse våben var brugbare, i det mindste som afskrækkelse, mod de sårbare og langsomme fly i Verdenskrigen. Men efterhånden som flyene blev bedre og hurtigere i mellemkrigsperioden faldt brugbarheden af de eksisterende antiluftskytskanoner drastisk. De kunne ikke skyde så højt, som de nye fly kunne flyve – sædvanligvis over 6.000 meter, og de kunne ikke skyde hurtigt nok til at være effektive mod de hurtige flyvemaskiner. Mange militærplanlæggere konkluderede, at antiluftskytskanoner ikke længere kunne være effektive, og der blev kun brugt relativt små midler på at udvikle dem i de fleste lande.
Tyske planlæggere ønskede i stedet mere kraftige kanoner med høj mundingshastighed, for at kunne nå højt op, og med høj skudkadence. Da Tyskland ifølge Versailles-traktaten havde forbud mod at fremstille nye våben af næsten enhver slags, blev de nye kanoner udviklet i samarbejde med de svenske Bofors-fabrikker. Den oprindelige model, som førte til 88 mm-kanonen var en 75 mm model. Under udviklingen bad den tyske hær om en kanon med betydelig større kapacitet end 75 mm-kanonen. Designerne begyndte forfra og brugte en anden almindelig tysk kaliber, 88 mm.

## FlaK 18, 36 og 37
De første prototyper blev fremstillet i 1928 under betegnelsen FlaK 18, for at narre våbeninspektørerne til at tro, den var fra 1918. De havde et løb på 56 kalibre, hvilket førte til den ofte anvendte betegnelse 88/L56.
FlaK 18 kanonen var monteret på en korsformet kanonlavet, som tillod affyring i alle retninger.
De to sidestykker på lavetten kunne hurtigt foldes sammen, hvilket tillod at kanonen kunne løftes op på to løse hjulsæt, så den hurtigt kunne transporteres. Kanonens vægt betød, at kun store køretøjer kunne flytte den af. SdKfz 7 halvbæltekøretøjet blev sædvanligvis benyttet som trækkraft. Et let betjent halvautomatisk ladesystem kastede afskudte granathylstre ud af kanonen, så den kunne lades blot ved at indføre en ny granat og trække i afskydningshåndtaget. Kanonen ville da gå af, rekylere og i tilbageslaget ville det tomme granathylster blive kastet bag ud af løftestænger og en knast gjorde affyringsmekanismen klar til næste skud. Det resulterede i en skudkadence på 15-20 skud i minuttet, hvilket var bedre end samtidige våben.
Der blev anvendt højeksplosiv ammunition mod fly og tropper. Mod kampvogne brugtes panserbrydende og højeksplosive antitank (HEAT) projektiler.
En storstilet produktion blev indledt efter nazisternes magtovertagelse i 1933, og FlaK 18 var til rådighed i mindre omfang da Tyskland intervenerede i den Spanske Borgerkrig. Det viste sig hurtigt at 88 mm-kanonen var den bedste antiluftskytskanon, der var til rådighed. Hertil kom, at den høje mundingshastighed og store kaliber gjorde den til et fremragende våben mod køretøjer på lang afstand. Krigen i Spanien afslørede også en række mindre problemer og forbedringsmuligheder.
Mange af disse blev indbygget i FlaK 36, som havde et løb i to dele, så det var lettere at udskifte udslidte dele og en ny og tungere lavet, som betød at den kunne opstilles langt hurtigere ved simpelthen at lade støttebenene falde ned mens kanonen forblev på hjulene.
Dette gjorde den meget mere anvendelig i bevægelige operationer, det grundlæggende princip i blitzkrieg. FlaK 36'ere blev ofte udstyret med et panserskjold, som gav en vis beskyttelse for artilleristerne
88 mm-kanonen blev brugt i to roller: som en mobil tung antiluftskytskanon og i en mere statisk rolle som forsvar af faste stillinger. I den sidste rolle blev kanonerne opstillet i store batterier, hvor grupper på fire blev styret af en enkelt måludpeger, og kun sjældent blev flyttet. De mindre mobile men lettere FlaK 37 benyttede en mere enkel lavet, som var udviklet specielt til denne opgave og omfattede yderligere instrumentering som gjorde det lettere for kanonbesætningerne at følge direktiver fra batterichefen. Delene til de forskellige modeller kunne i vidt omfang flyttes fra en model til en anden, og det var ikke usædvanligt at de enkelte kanoner bestod af dele til forskellige modeller.
Under den indledende fase af Slaget om Frankrig da franske og britiske kampvogne udførte modangreb blev 88 mm-kanonen anvendt mod de tungt pansrede kampvogne såsom Char B og Matilda II, hvis frontpanser ikke kunne gennembrydes af de lette panserværnskanoner, som var til rådighed på daværende tidspunkt. Anvendelsen som panserværnsvåben blev mere almindelig i slagene i Nordafrika og i Sovjetunionen. 88 mm-kanonen var kraftig nok til at kunne gennemtrænge 150 mm panser på en afstand af to km eller mere, hvilket gjorde det til et enestående panserværnsvåben i den første del af krigen, og stadig formidabel mod alt andet end de tungeste kampvogne i slutningen af krigen. Den var nok mest effektiv i det flade og åbne terræn i Nordafrika og på Østfronten.
I august 1944 var der 10.704 FlaK 18, 36 og 37 i indsats. På grund af det stigende antal britiske og amerikanske bombeangreb i 1943 og 1944 var hovedparten af disse kanoner i indsats i deres oprindelige rolle som antiluftskyts og de blev nu suppleret af den voldsomme 12,8 cm FlaK 40. Under indtryk af den tydelige ineffektivitet af antiluftskytset overfor bombeangrebene var der nogle, som mente at kanonerne skulle flyttes fra luftforsvaret til Østfronten, men dette politisk upopulære skridt blev aldrig taget.
88 mm-kanonen var ikke så kraftig som de allierede modstykker. I antiluftskytsrollen kunne den afskyde en granat på 9,2 kg med en mundingshastighed på 790 m/s til en højde af 7.900 meter (den maksimale højde var 10.600 m). Selv om dette var brugbart under amerikanske dagangreb, som typisk foregik i en højde af 25.000 fod, eller 7.600 meter, var der mange fly, som kunne flyve højere end 88'erens effektive højde. Den britiske 3,7-inch Mark 3 skød en 13 kg granat med en mundingshastighed på 790 m/s til en højde af 10.600 m og den amerikanske 90 mm mark 1 skød en 10 kg granat med 820 m/s til den samme højde. De havde også fordel af en højere skudfrekvens, en sidegevinst ved deres automatiserede indstilling af detonatorerne, som hævede skudfrekvensen til 20 skud i minuttet, i modsætning til de oprindelige 88 mm-kanoner som generelt kun kunne nå 15 skud i minuttet som antiluftskyts. Hertil kom radiobrandrør. Disse våben var mere brugbare mod fly selv under 2. verdenskrig, og fortsatte med at have en vis brugbarhed i jetalderen. Til gengæld var de allierede våben tungere og mindre mobile, ligesom de var så godt som nytteløse mod mål på jorden, indtil der var udført en lang række modifikationer. Mens den amerikanske 90 mm-kanon kom til at fungere som en kraftig panserværnskanon i nogle sammenhænge, blev det på ingen måde udbredt på samme måde som 88'eren.

## FlaK 41
Disse problemer var ikke ukendte for deres brugere, og så tidligt som i 1939 anmodede Luftwaffe, som nu havde ansvaret for antiluftskytset i stedet for Wehrmacht, om nye våben med endnu større kapacitet. Rheinmetall svarede med en ny 88 mm L/74 model med en længere granat. Den affyrede en 9,4 kg granat med en mundingshastighed på 1.000 m/s, hvilket gav det en effektiv højde på 11.000 meter og en maksimumshøjde på 15.000 meter. Den havde også en lavere silhuet end 8.8-cm FlaK 18/36/37 på dens sokkel. På grund af den høje pris og kompleksitet ved denne FlaK-kanon fremstillede tyskerne forholdsvis få af dem – 556 i alt, og i februar havde de kun 279 i indsats. Forbedringer i ladesystemet forøgede skudfrekvensen yderligere, så den kom op på 20-25 skud i minuttet. Der blev brugt to typer rør, med enten tre eller fire sektioner. Krupps forslag var 8,8 cm Gerät 42, men det blev ikke antaget til produktion som antiluftskytskanon. Krupp fortsatte med udviklingen, hvilket resulterede i den frygtindgydende panserværnskanon.
FlaK 41 havde den ulempe, at den var indviklet, og ofte havde problemer med ammunitionen, hylstrene som ofte sad fast efter afskydningen. De første eksemplarer blev anvendt i Tunesien, men på grund af problemer med anvendelsen blev de efterfølgende så godt som udelukkende brugt i Tyskland, hvor de kunne vedligeholdes ordentligt. Der var kun 157 FlaK 41-kanoner i brug i august 1944 og 318 i januar 1945. En sidste tilpasning, kendt som FlaK 37/41, placerede FlaK 41 på FlaK 37-lavetten, men dem blev der kun fremstillet 13 af.

## PaK 43 og KwK 43
En decideret panserværnskanon, PaK 43 blev som nævnt udviklet fra Krupps Gerät 42. Den benyttede en ny korsformet lavet med kanonen meget tættere på jorden, hvilket gjorde det meget lettere at skjule den og sværere at ramme den. Den blev også leveret med et meget kraftigere og mere vinklet panserskjold for at give bedre beskyttelse. Standardbevæbningen i Tiger II, KwK 43, var i princippet en PaK 43, som var tilpasset til at kunne være i et kanontårn. Der var også selvkørende versioner af kanonen, herunder Nashorn og Jagdpanther Sturmgeschütz. Alle udgaver kunne gennemtrænge omkring 200 mm panser på 1.000 m afstand, hvilket var tilstrækkeligt til at besejre alle samtidige kampvogne.

## Indsats i kamp
De tyske styrker brugte 88 mm-kanonen i stort omfang i 2. verdenskrig, ikke blot i dens oprindelige rolle som antiluftskytskanon, men også som panserværnskanon.
Den tyske Legion Condor gjorde udstrakt brug af kanonen under den spanske borgerkrig, hvor dens brugbarhed som panserværnskanon og til generel brug langt oversteg dens rolle som antiluftskyts. Erwin Rommel brugte også 88'eren mod kampvogne, først i Frankrig og senere i Nordafrika. Hans brug af kanonen bragte det britiske modangreb ved Arras til standsning, slukkede ethvert håb om at gennemføre et udbrud fra omringningen i maj 1940. I Libyen og Ægypten lokkede han britiske kampvogne i fælder ved tilsyneladende at lade sine kampvogne trække sig tilbage. Når briterne optog forfølgelsen blev de smadret af 88'ere som lå skjult langt udenfor de britiske 2 og 6 punds kanoners rækkevidde. Den 8. arme lærte med tiden at koordinere deres tunge artilleri med fremstødene på jorden og ødelagde de forholdsvis stationære 88'ere i deres stillinger når de havde afsløret sig selv.
Kanonerne blev til stadighed anvendt på Østfronten. Fremkomsten af de fremragende T-34-kampvogne rystede de tyske kampvognsbesætninger, hvis 37 mm og 50 mm-kanoner kun kunne gennemtrænge T-34'erens panser på meget tæt hold.
Det knap så åbne terræn i Italien og Nordfrankrig var knap så anvendeligt for 88-erne. 88'ernes succes fik de Allierede til at tage skridt til at forsvare sig mod den i nye kampvognsmodeller. På kort sigt tilføjede man ekstra panser, og brugte endda sandsække, for at stoppe 88'erens projektiler. Tyskerne udnyttede den effektive kanon i bevæbningen af køretøjer såsom Tiger-kampvognen og Elefant-panserjageren (med en 88 mm PaK 43/2-kanon).
I den jugoslaviske borgerkrig blev forskellige FlaK-kanoner fortrinsvis anvendt af kystartilleriet i den kommunistiske Folkearme.

## 88-"familien"
- 8,8 cm FlaK 18 Nyt halvautomatisk bundstykke, høj mundingshastighedskanon. Gik i produktion i 1933. Fremstillet af Krupp.
  - Mod 1938 I: Mange opgraderet til Sonderanhänger 201 lavet. Vægt 7 ton. Skudfrekvens: 15-20 i minuttet.
    - Mod 1940: Udstyret med et kanonskjold til at beskytte besætningen ved beskydning af mål på jorden. Fremstillet af Krupp.

  - Mod 1938 II: ca. 50 kanoner blev ændret, så en enkelt skytte kunne ændre højde og retning.
- 8,8 cm FlaK 36

Blev taget i brug i 1936-1937. Nydesignet lavet Sonderanhänger 201, som tillod hurtigere omstilling fra transport til brug. Kunne beskyde mål på jorden fra sin transport position. Vægt 7 tons, skudfrekvens 15-20 skud i minuttet. Fremstillet af Krupp.
- - Mod 1940: Udstyret med skjold til at beskytte besætningen under beskydning af mål på jorden.
  - Sen model: Udstyret med en forbedret lavet, Sonderanhänger 202 med tvillingehjul.
- 8,8 cm FlaK 37: En kanon kun til antiluftskytsbrug udstyret med Übertragungser 37 (et dataoverførselssystem). Fremstillet af Krupp. Den sidste af udgaverne med det korte 571 mm granatkammer.
- 8,8 cm FlaK 41: Taget i brug i 1943. Længere løb og granatkammer. Tilpasset til Sonderanhänger 202 som standard. Fremstillet af Rheinmetall-Borsig.
- 8,8 cm Gerät 42: Krupp-design der skulle udfylde samme rolle som FlaK 41; blev ikke sat i produktion. Yderligere udvikling af våbenet førte til PaK 43 panserværnskanon.
- 8,8 cm PaK 43: Panserværnsmodel udviklet fra Krupps 8,8 cm Gerät 42. Ny kanonlavet svarende til Sonderanhänger 201. Udviklet af Krupp og fremstillet i dens forskellige versioner, herunder KwK 43, af mindst de følgende: Dortmund Hoerder-Hüttenverein, Henschel, Weserhütte og Fr. Garny. Et 71 kaliber rør og et 822 mm-granatkammer.
  - 8,8 cm PaK 43/41: Pak 43 monteret på en enkelt-akslet kløftet lavet, fremstillet som en nødløsning på grund af materialeknaphed. Vægt 4,9 ton.
  - 8,8 cm PaK 43/1: Pak 43 indbygget i Nashorn-panserjageren.
  - 8,8 cm PaK 43/2 Pak 43 indbygget i Ferdinand/Elefant-panserjageren. Sommetider omtalt som "StuK 43/1".
  - 8,8 cm PaK 43/3 og 43/4: Pak 43 indbygget i Jagdpanther-panserjageren.
  - 8,8 cm KwK 43: Pak 43 modificeret til kampvognskanon. Hovedkanon i den tunge Tiger II-kampvogn.